# Manfred Knickenberg
Manfred Knickenberg (ur. 26 sierpnia 1937 w Wuppertalu) – niemiecki lekkoatleta, sprinter, medalista mistrzostw Europy z 1966. W czasie swojej kariery reprezentował Republikę Federalną Niemiec.
Wystąpił w ramach wspólnej reprezentacji Niemiec na igrzyskach olimpijskich w 1964 w Tokio w biegu na 100 metrów, ale odpadł w eliminacjach.
Zdobył brązowy  medal w sztafecie 4 × 100 metrów na mistrzostwach Europy w 1966 w Budapeszcie (sztafeta RFN biegła w składzie: Hans-Jürgen Felsen, Gert Metz, Dieter Enderlein i Knickenberg). Knickenberg zajął również 4. miejsce w finale biegu na 100 metrów oraz odpadł w eliminacjach biegu na 200 metrów. Na kolejnych mistrzostwach Europy w 1969 w Atenach zajął 6. miejsce w sztafecie 4 × 100 metrów.
Był mistrzem RFN w biegu na 100 metrów w 1964, 1965 i 1966, oraz mistrzem w biegu na 200 metrów w 1966.
W 1963 ożenił się z koleżanką z reprezentacji lekkoatletycznej RFN Maren Collin.